# Georg I. (Württemberg-Mömpelgard)

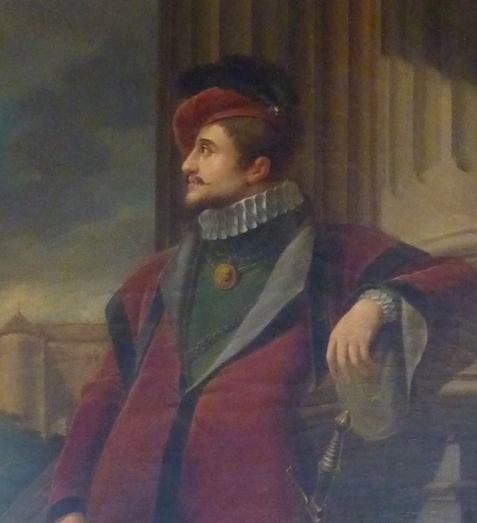
Graf Georg I. von Württemberg-Mömpelgard

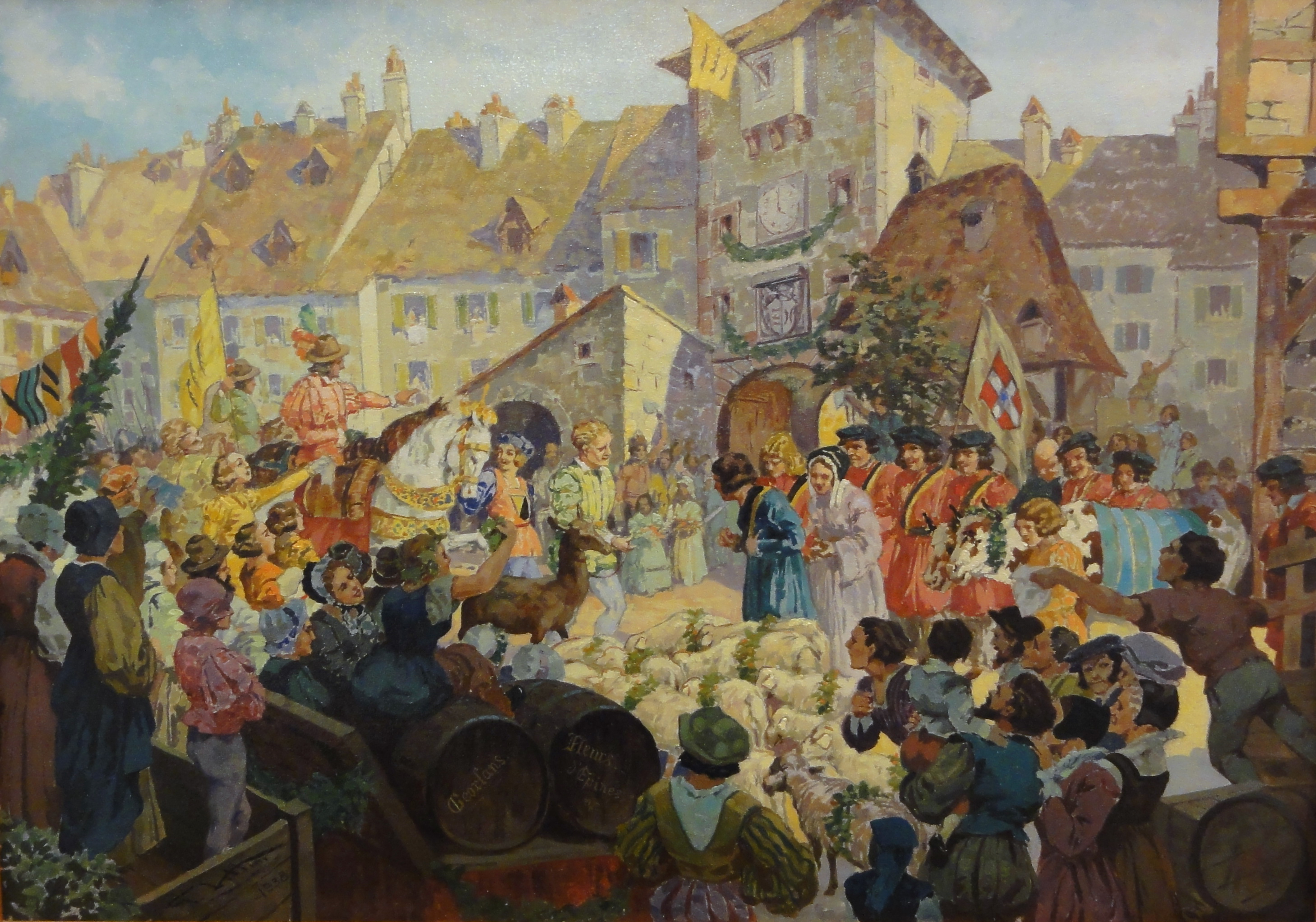
Ankunft von Graf Georg I. in Mömpelgard am 14. September 1526. Einritt durch das Aule-Tor. Museum des Schlosses der Herzöge von Württemberg, Montbéliard

Georg I. Graf von Württemberg-Mömpelgard, genannt der Vorsichtige (* 4. Februar 1498 auf Schloss Urach; † 17. Juli 1558 auf Burg Kirkel) war ein Sohn des Grafen Heinrich von Württemberg und dessen zweiter Frau, der Gräfin Eva von Salm.
Er bekam 1514 die Herrschaft Horburg, die Stadt Riquewihr (Reichenweier) und die Burg und Herrschaft Bilstein. 1519 wurde sein älterer Bruder, Herzog Ulrich, aus Württemberg vertrieben. Georg versuchte, ihn mit Waffengewalt zu stützen, und musste nach Straßburg ins Exil gehen. Sein Bruder Ulrich verkaufte ihm am 2. September 1526 die Grafschaft Mömpelgard mit zugehörigen Herrschaften in Form eines Scheinverkaufs und unter Vorbehalt der Wiedereinlösung.
1531 schloss sich Graf Georg dem protestantischen Schmalkaldischen Bund gegen Kaiser Karl V. an. Mit Hilfe des hessischen Landgrafen Philipp I. konnte sein Bruder Ulrich 1534 die Macht in Württemberg wiedererlangen. Mömpelgard kam wieder zu Württemberg. 1542 wurde Ulrichs Sohn Christoph dort Statthalter.
Nach der Niederlage des Schmalkaldischen Bundes im Jahre 1547 plante der Kaiser, die Grafschaft Mömpelgard einzuziehen. 1550 starb Ulrich. Nach dem Passauer Vertrag 1552 konnte Christoph seinem Onkel Georg die Grafschaft Mömpelgard 1553 zurückgeben, wo dieser dann bis zu seinem Tod 1558 regierte. Graf Georg wurde in der Alexanderskirche in Zweibrücken beigesetzt. 

## Familie
Georg heiratete 1555 im schon fortgeschrittenen Alter von 57 Jahren auf dringende Bitte seines Neffen Christoph die 19-jährige Barbara von Hessen (1536–1597), Tochter Philipps I. von Hessen. Er hatte mit ihr folgende Kinder:
- Ulrich (1556–1557)
- Friedrich (1557–1608) ⚭ Sibylla von Anhalt (1564–1614), Tochter Joachim Ernsts von Anhalt (1536–1586)
- Eva Christina (1558–1575)

Hätte es die Ehe von Georg mit Barbara nicht gegeben oder wäre auch der Sohn Friedrich wie seine Geschwister bereits im Kindesalter verstorben, dann wäre das Haus Württemberg mit dem Tod Herzog Ludwigs 1593 im Mannesstamm erloschen. In diesem Fall wäre Württemberg den österreichischen Habsburgern zugefallen, da das Herzogtum Württemberg seit dem Vertrag von Kaaden 1534 ein österreichisches Afterlehen war. Als Herzog Christophs Sohn Ludwig 1593 ohne erbberechtigte Nachkommen starb, wurde somit Georgs Sohn Friedrich Herzog von Württemberg.